# Auzebosc
Auzebosc est une commune française située dans le département de la Seine-Maritime en région Normandie.

## Géographie

### Localisation

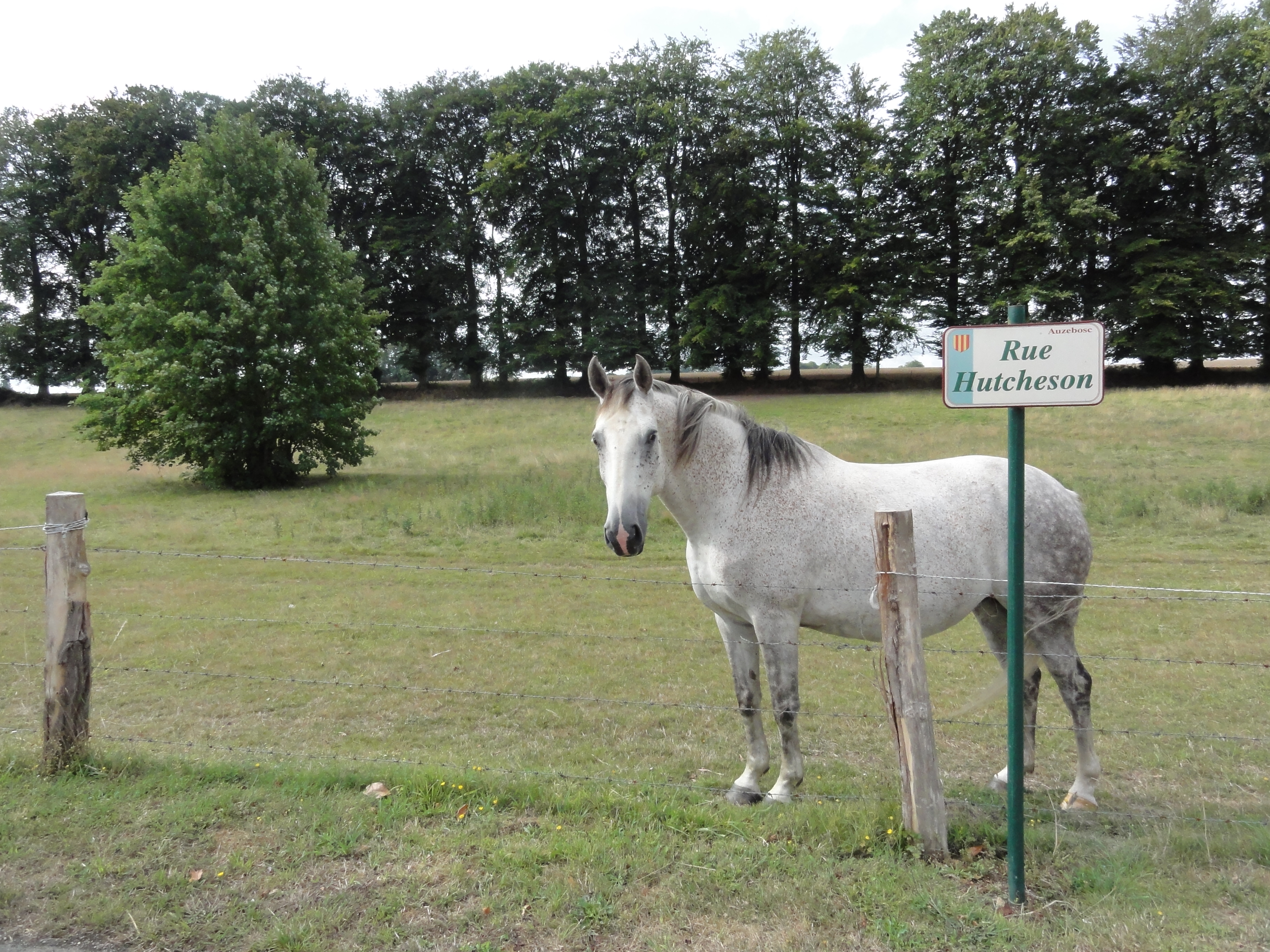
Paysage, rue Hutcheson.

Auzebosc est une commune du pays de Caux située dans le canton d'Yvetot.

### Communes limitrophes
| Valliquerville |          | Yvetot                    |
|                | Auzebosc |                           |
| Bois-Himont    | Louvetot | Touffreville-la-Corbeline |

### Hydrographie
La commune est située dans le bassin Seine-Normandie. Elle n'est drainée par aucun cours d'eau.

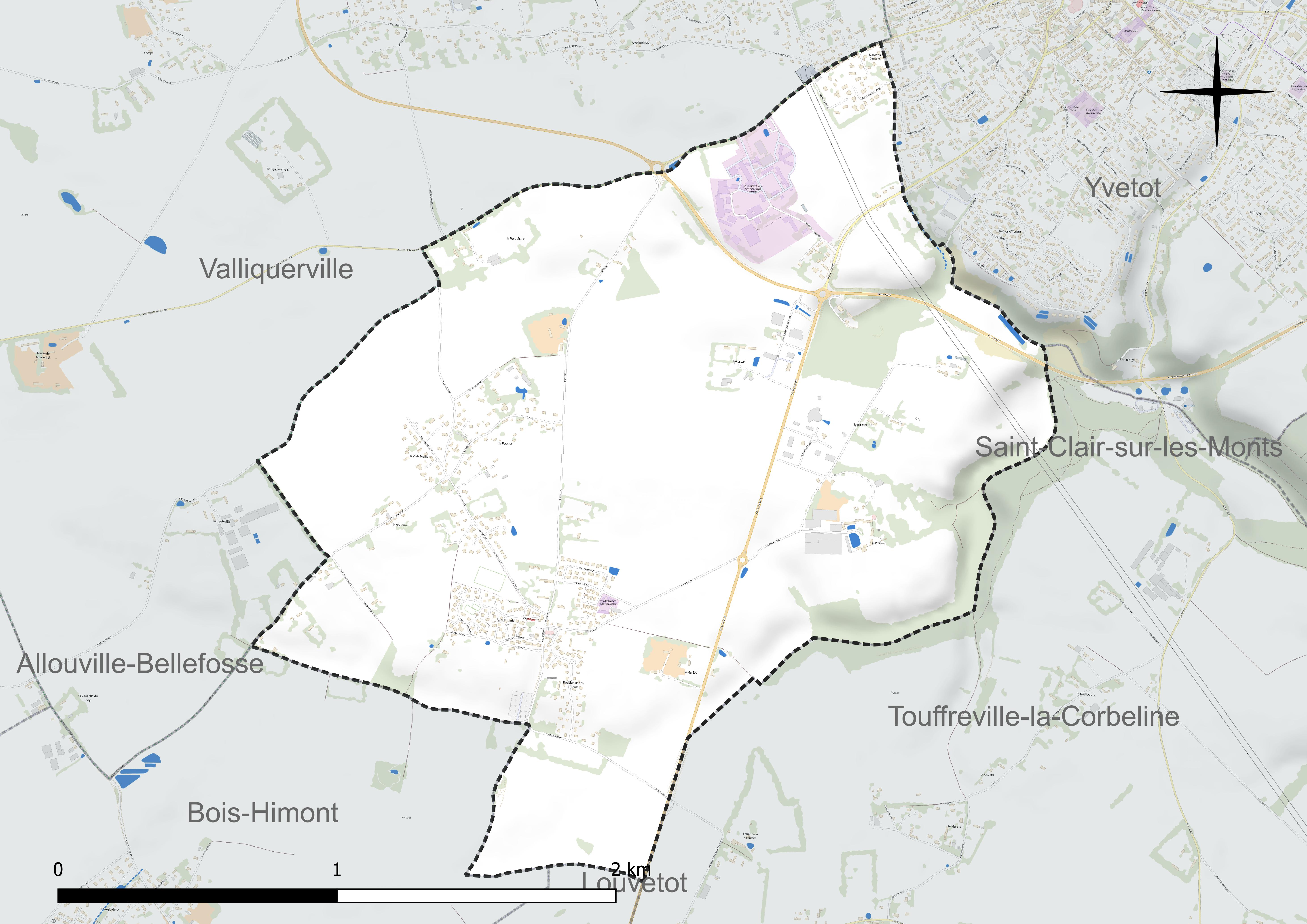
Réseau hydrographique d'Auzebosc.

### Climat
Le climat qui caractérise la commune est qualifié, en 2010, de « climat océanique franc », selon la typologie des climats de la France qui compte alors huit grands types de climats en métropole. En 2020, la commune ressort du type « climat océanique » dans la classification établie par Météo-France, qui ne compte désormais, en première approche, que cinq grands types de climats en métropole. Ce type de climat se traduit par des températures douces et une pluviométrie relativement abondante (en liaison avec les perturbations venant de l'Atlantique), répartie tout au long de l'année avec un léger maximum d'octobre à février.
Les paramètres climatiques qui ont permis d’établir la typologie de 2010 comportent six variables pour les températures et huit pour les précipitations, dont les valeurs correspondent à la normale 1971-2000. Les sept principales variables caractérisant la commune sont présentées dans l'encadré ci-après.
| Paramètres climatiques communaux sur la période 1971-2000 - Moyenne annuelle de température : 10,2 °C - Nombre de jours avec une température inférieure à −5 °C : 3 j - Nombre de jours avec une température supérieure à 30 °C : 1,4 j - Amplitude thermique annuelle : 13,7 °C - Cumuls annuels de précipitation : 919 mm - Nombre de jours de précipitation en janvier : 13,3 j - Nombre de jours de précipitation en juillet : 8,7 j |

Avec le changement climatique, ces variables ont évolué. Une étude réalisée en 2014 par la Direction générale de l'Énergie et du Climat complétée par des études régionales prévoit en effet que la  température moyenne devrait croître et la pluviométrie moyenne baisser, avec toutefois de fortes variations régionales. La station météorologique de Météo-France installée sur la commune et en service de 1967 à 2014 permet de connaître l'évolution des indicateurs météorologiques. Le tableau détaillé pour la période 1981-2010 est présenté ci-après.
| Mois                                  | jan.            | fév.            | mars             | avril           | mai             | juin           | jui.           | août           | sep.          | oct.            | nov.            | déc.           | année     |
| ------------------------------------- | --------------- | --------------- | ---------------- | --------------- | --------------- | -------------- | -------------- | -------------- | ------------- | --------------- | --------------- | -------------- | --------- |
| Température minimale moyenne (°C)     | 1,4             | 1,2             | 3,2              | 4,4             | 7,7             | 10,2           | 12,2           | 12,2           | 10,1          | 7,6             | 4,2             | 1,9            | 6,4       |
| Température moyenne (°C)              | 4,2             | 4,5             | 7                | 9               | 12,5            | 15,2           | 17,4           | 17,4           | 14,8          | 11,5            | 7,3             | 4,6            | 10,5      |
| Température maximale moyenne (°C)     | 7               | 7,7             | 10,9             | 13,7            | 17,4            | 20,2           | 22,5           | 22,6           | 19,6          | 15,4            | 10,5            | 7,4            | 14,6      |
| Record de froid (°C) date du record   | −17 17.01.1985  | −16,5 12.02.12  | −12,3 07.03.1971 | −4,5 12.04.1986 | −2 07.05.1979   | 1,5 01.06.1975 | 3,8 07.07.1996 | 3,5 28.08.1979 | 1 21.09.1986  | −4,8 30.10.1997 | −7,5 20.11.1985 | −14,1 29.12.05 | −17 1985  |
| Record de chaleur (°C) date du record | 16,6 09.01.1970 | 19,4 14.02.1998 | 22,5 16.03.05    | 26,6 20.04.11   | 31,7 13.05.1998 | 34,9 26.06.01  | 35,9 19.07.06  | 38,2 10.08.03  | 31,4 04.09.05 | 29,4 01.10.11   | 19,5 05.11.1982 | 16 07.12.00    | 38,2 2003 |
| Précipitations (mm)                   | 89,7            | 62,8            | 65,1             | 59              | 71              | 65,7           | 61,1           | 64,2           | 80,8          | 111,2           | 95,1            | 107,6          | 933,3     |

## Urbanisme

### Typologie
Au 1er janvier 2024, Auzebosc est catégorisée ceinture urbaine, selon la nouvelle grille communale de densité à sept niveaux définie par l'Insee en 2022.
Elle est située hors unité urbaine. Par ailleurs la commune fait partie de l'aire d'attraction d'Yvetot, dont elle est une commune de la couronne,. Cette aire, qui regroupe 15 communes, est catégorisée dans les aires de moins de 50 000 habitants,.

### Occupation des sols
L'occupation des sols de la commune, telle qu'elle ressort de la base de données européenne d’occupation biophysique des sols Corine Land Cover (CLC), est marquée par l'importance des territoires agricoles (89 % en 2018), en diminution par rapport à 1990 (96,1 %). La répartition détaillée en 2018 est la suivante : 
terres arables (38,9 %), prairies (37,6 %), zones agricoles hétérogènes (12,5 %), zones urbanisées (7,2 %), forêts (3,8 %). L'évolution de l’occupation des sols de la commune et de ses infrastructures peut être observée sur les différentes représentations cartographiques du territoire : la carte de Cassini (XVIIIe siècle), la carte d'état-major (1820-1866) et les cartes ou photos aériennes de l'IGN pour la période actuelle (1950 à aujourd'hui).

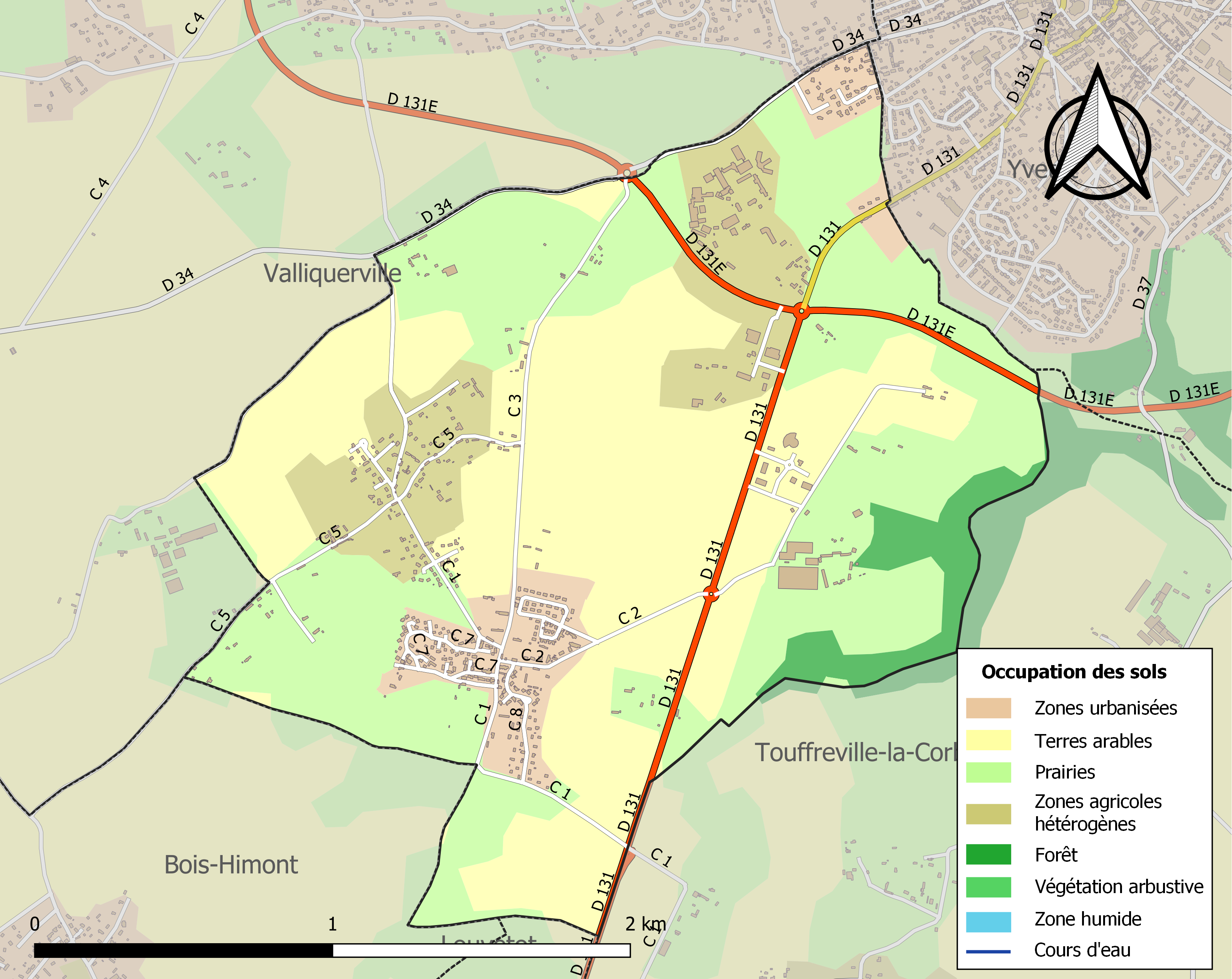
Carte des infrastructures et de l'occupation des sols de la commune en 2018 (CLC).

## Toponymie
Le nom de la localité est attesté sous la forme Osebosc vers 1240.

## Politique et administration
| Période                                  | Période                    | Identité                      | Étiquette | Qualité                                                                                          |
| ---------------------------------------- | -------------------------- | ----------------------------- | --------- | ------------------------------------------------------------------------------------------------ |
| Les données manquantes sont à compléter. |                            |                               |           |                                                                                                  |
| 1818                                     | 1830                       | Charles François Fessard      |           |                                                                                                  |
| 1830                                     | 1834                       | M. Le Revers                  |           |                                                                                                  |
| 1835                                     | 1839                       | André Jean Baptiste Rousselin |           |                                                                                                  |
| 1849                                     | 1853                       | Marie Arthur Rousselin        |           |                                                                                                  |
| 1926                                     |                            | G. Dodelin                    |           |                                                                                                  |
| 1936                                     |                            | M. Cardin                     |           |                                                                                                  |
| Les données manquantes sont à compléter. |                            |                               |           |                                                                                                  |
| mars 2001                                | 2014                       | Jacques Dussaux,              |           |                                                                                                  |
| 2014                                     | En cours (au 11 août 2020) | M. Dominique Macé             | DVD       | Fonctionnaire Vice-président de la CC Yvetot Normandie (2017 → ) Réélu pour le mandat 2020-2026, |

## Population et société

### Démographie
L'évolution du nombre d'habitants est connue à travers les recensements de la population effectués dans la commune depuis 1793. Pour les communes de moins de 10 000 habitants, une enquête de recensement portant sur toute la population est réalisée tous les cinq ans, les populations de référence des années intermédiaires étant quant à elles estimées par interpolation ou extrapolation. Pour la commune, le premier recensement exhaustif entrant dans le cadre du nouveau dispositif a été réalisé en 2008.

En 2022, la commune comptait 1 120 habitants, en évolution de −0,18 % par rapport à 2016 (Seine-Maritime : +0,35 %, France hors Mayotte : +2,11 %).
| 1793 | 1800 | 1806 | 1821 | 1831 | 1836 | 1841 | 1846 | 1851 |
| ---- | ---- | ---- | ---- | ---- | ---- | ---- | ---- | ---- |
| 570  | 660  | 658  | 672  | 692  | 719  | 703  | 711  | 702  |

| 1856 | 1861 | 1866 | 1872 | 1876 | 1881 | 1886 | 1891 | 1896 |
| ---- | ---- | ---- | ---- | ---- | ---- | ---- | ---- | ---- |
| 661  | 730  | 668  | 622  | 589  | 555  | 518  | 467  | 482  |

| 1901 | 1906 | 1911 | 1921 | 1926 | 1931 | 1936 | 1946 | 1954 |
| ---- | ---- | ---- | ---- | ---- | ---- | ---- | ---- | ---- |
| 426  | 386  | 410  | 329  | 327  | 339  | 411  | 389  | 493  |

| 1962 | 1968 | 1975 | 1982 | 1990 | 1999 | 2006  | 2008  | 2013  |
| ---- | ---- | ---- | ---- | ---- | ---- | ----- | ----- | ----- |
| 445  | 388  | 576  | 738  | 755  | 963  | 1 018 | 1 012 | 1 100 |

| 2018  | 2022  | - | - | - | - | - | - | - |
| ----- | ----- | - | - | - | - | - | - | - |
| 1 125 | 1 120 | - | - | - | - | - | - | - |

### Enseignement
C'est sur les terres d'Auzebosc, à la sortie d'Yvetot, que se trouve le lycée agricole d'Yvetot.

### Manifestations culturelles et festivités
- Fête de la Saint-Jean le 3e week-end de juin.

## Culture locale et patrimoine

### Lieux et monuments
- Église Saint-Jean-Baptiste.
- Le Manoir d'Auzebosc
- Monument aux morts.
- La tombe du pilote Ian Hutcheson et sa plaque commémorative sur la façade de la mairie.
- Tombes militaires français.
- Calvaire.

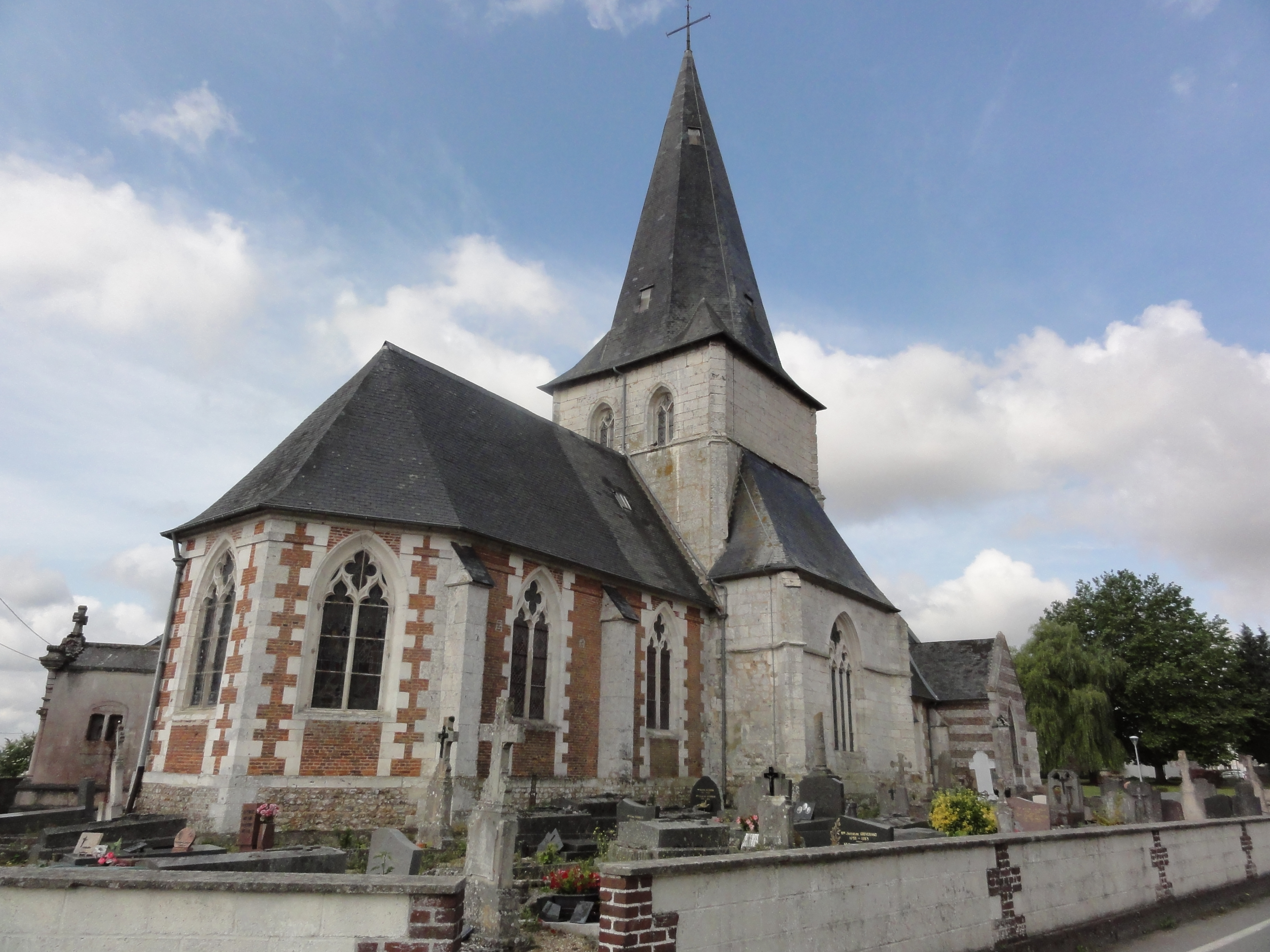
L'église Saint-Jean-Baptiste.
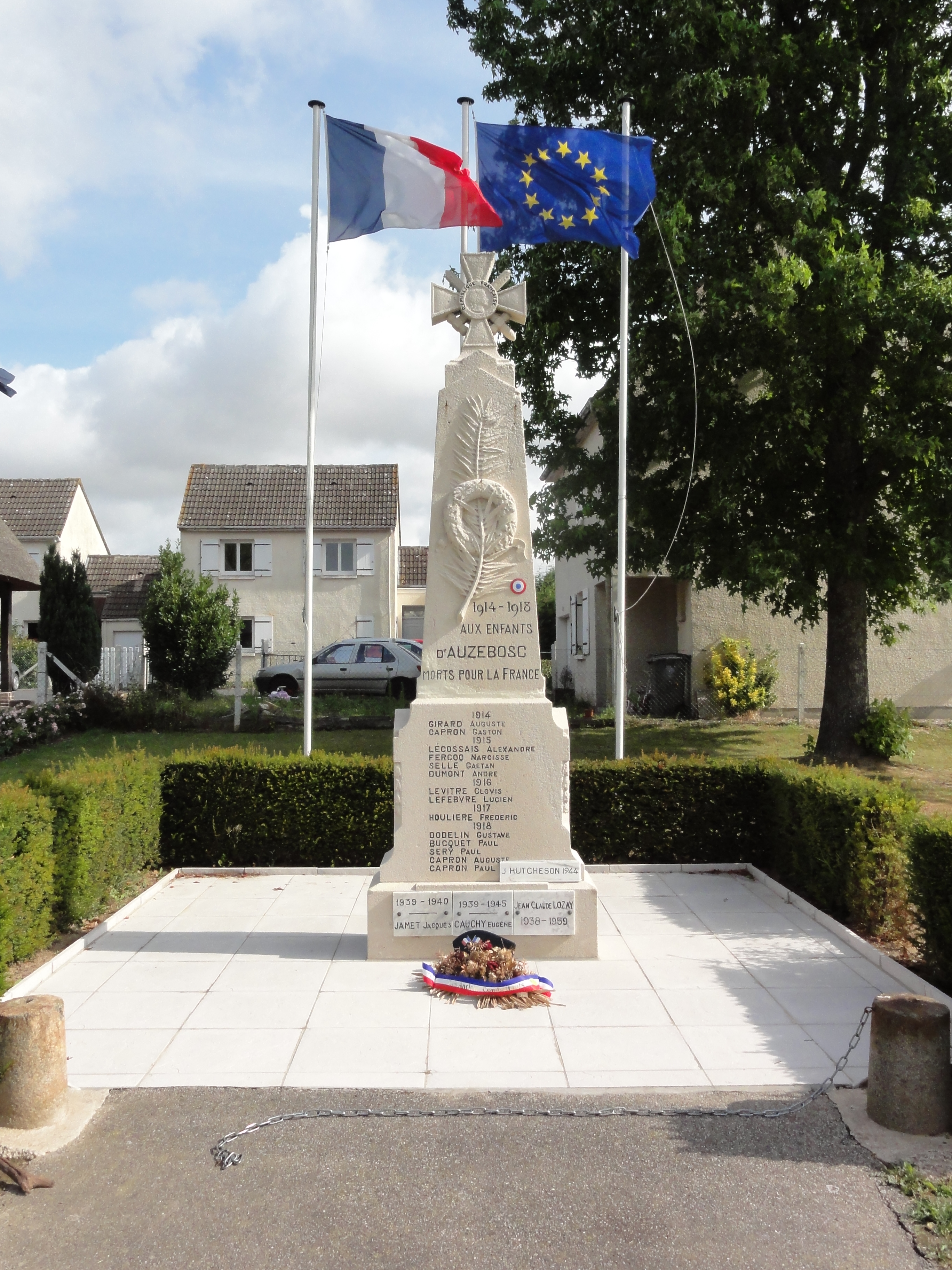
Le monument aux morts.
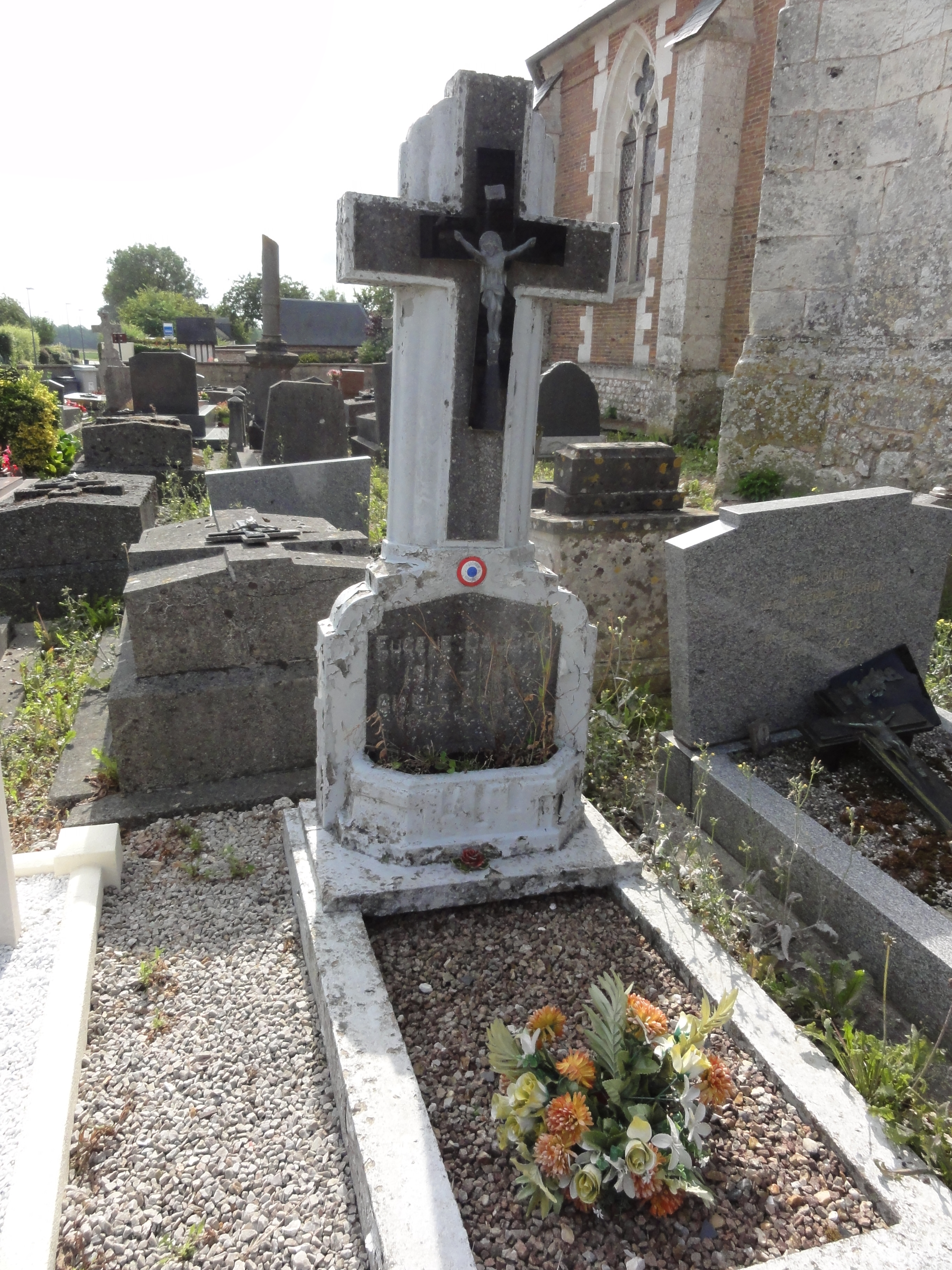
Tombe militaire d'Eugène Cauchy.
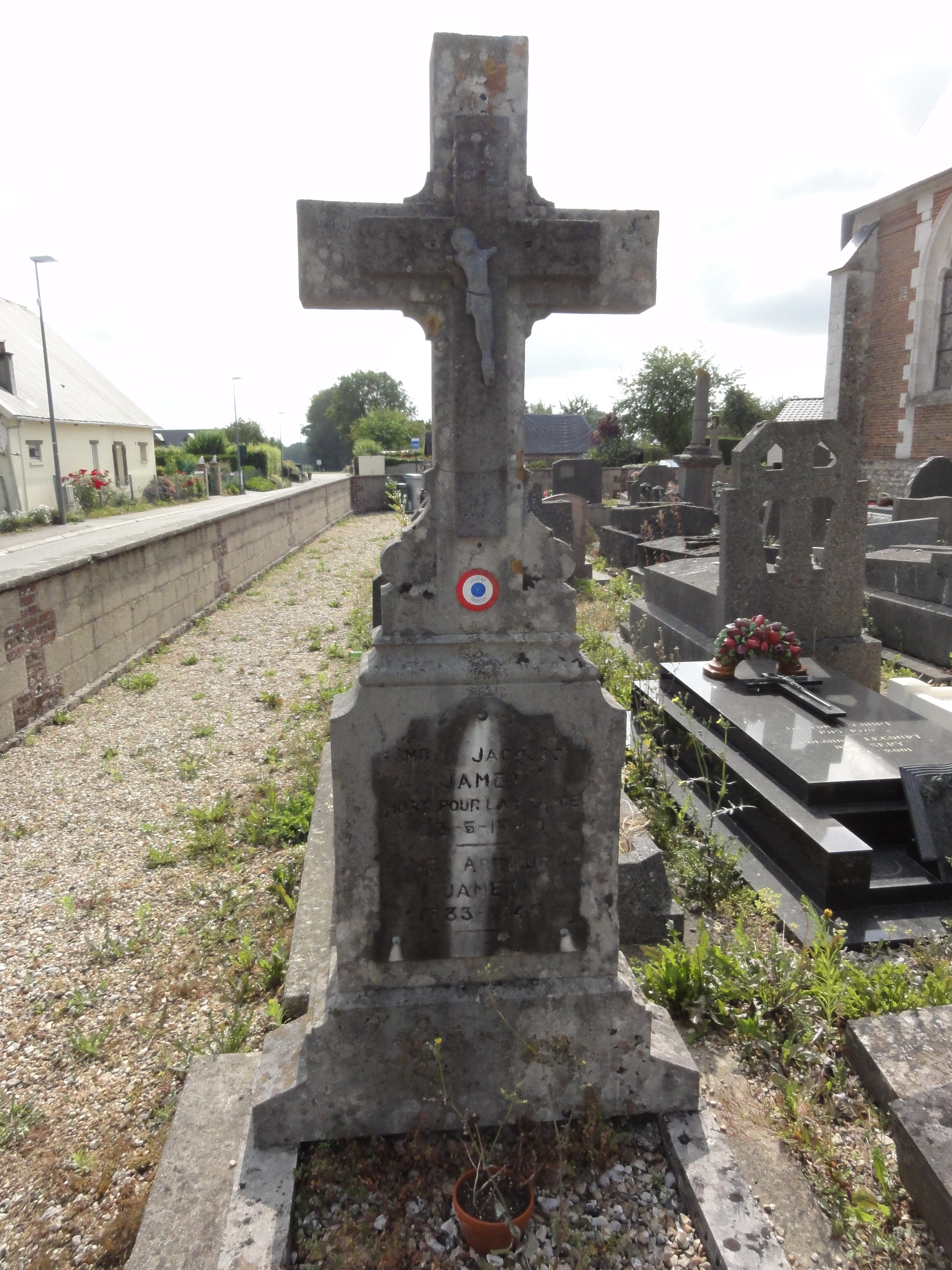
Tombe militaire de Jacques Jamet.
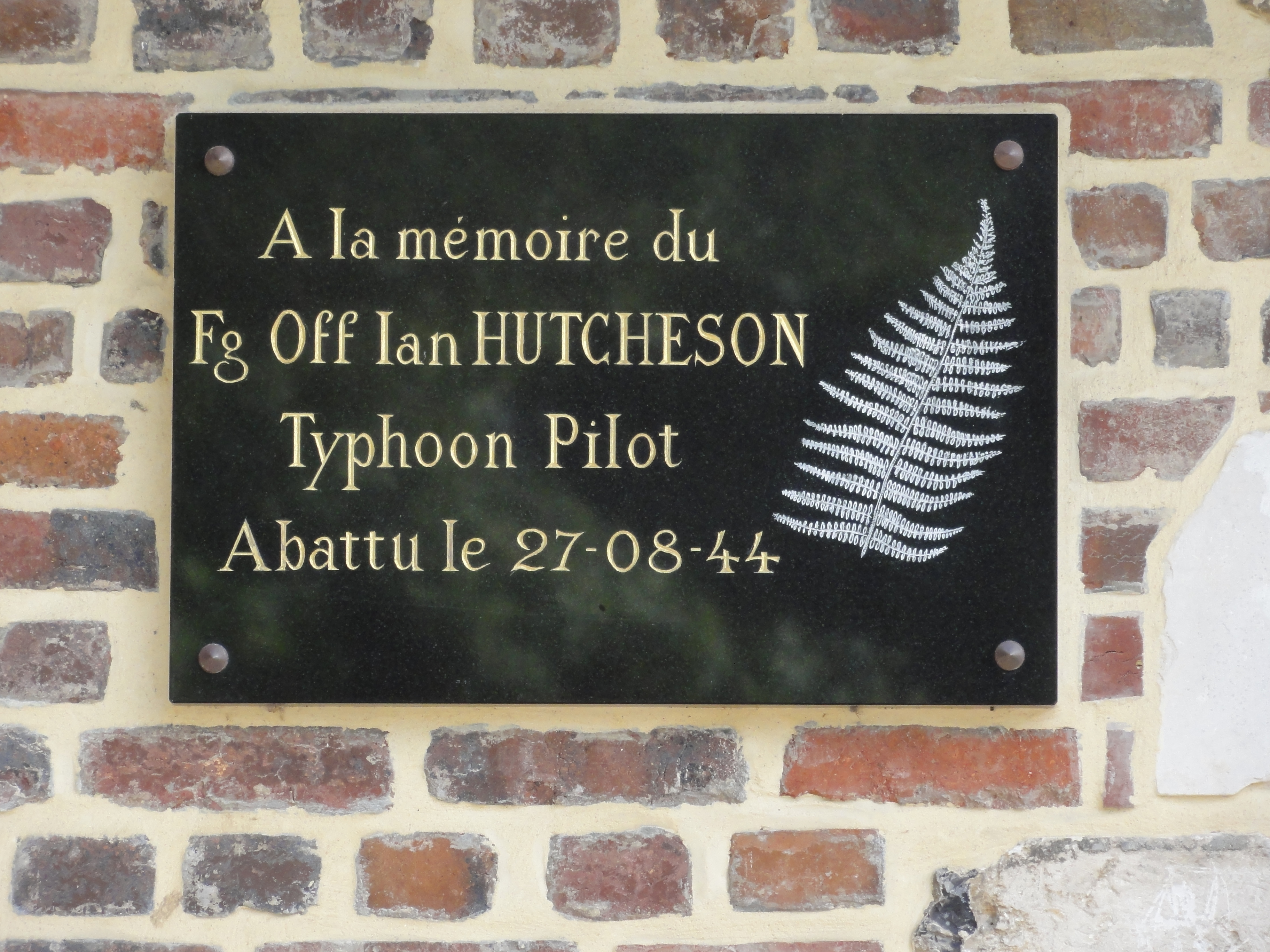
La paque commémorative Ian Hutcheson.
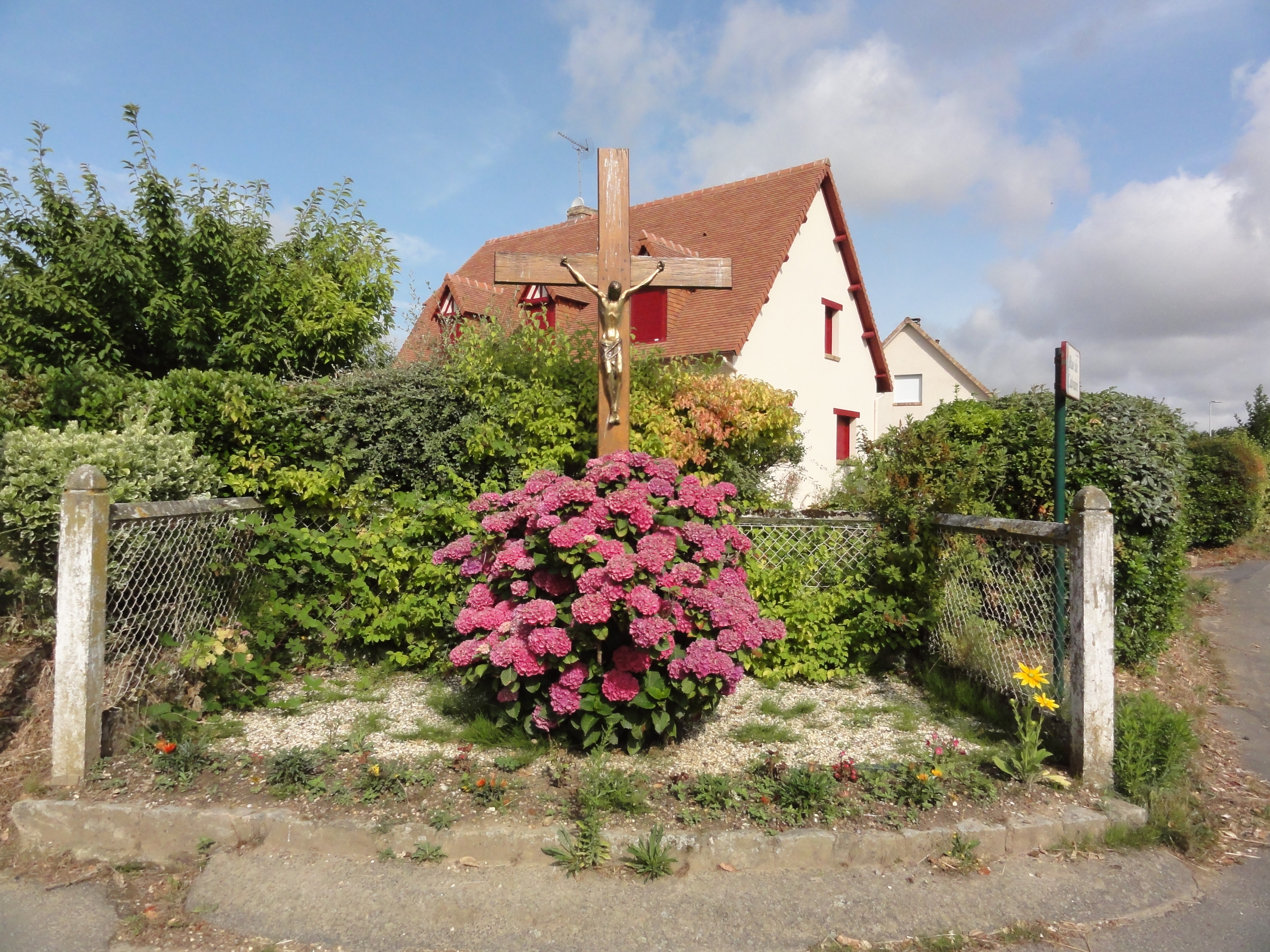
Le calvaire.

### Héraldique
| Armes d'Auzebosc | Les armes de la commune d'Auzebosc se blasonnent ainsi : Palé d'or et de gueules de six pièces. |